# Уринов, Александр
Александр Уринов (узб. Aleksandr Urinov; род. 24 февраля 1973 года, Узбекская ССР) — узбекский тяжелоатлет, член сборной Узбекистана. Участник летних Олимпийских игр 1996 года и летних Олимпийских игр 2004 года.

## Карьера
С 1995 года начал участвовать в международных соревнованиях. В 1996 году на Летних Олимпийских играх в Атланте (США) в весовой категории до 99 кг набрал в сумме 365 кг и занял тринадцатое место на играх.
В 2003 году на Чемпионате мира по тяжёлой атлетике в Ванкувере (Канада) в весовой категории до 105 кг в толчке поднял 180 кг, а в рывке 215 кг и с общей суммой 395 кг занял девятое место в мире, а также получил лицензию на Олимпийские игры в Афинах. В 2004 году на Летних Олимпийских играх в Афинах (Греция) в категории до 105 кг в толчке поднял 185, а в рывке 215 кг и с суммой в 400 кг занял восьмое место на играх.
В 2006 году на Чемпионате мира по тяжёлой атлетике в Санто-Доминго (Доминиканская Республика) в весовой категории до 105 кг в сумме набрал 365 кг и занял лишь пятнадцатое место в мире. На Кубке Узбекистана по тяжёлой атлетике в Чирчике занял первое место в весовой категории до 105 кг. На Летних Азиатских играх в Дохе (Катар) в весовой категории до 105 кг показал седьмой результат. Однако затем в его анализах обнаружено вещество содержащее каннабис и результат аннулирован.